# Lo que me gusta a mí
«Lo que me gusta a mí» es una canción escrita e interpretada por el cantautor colombiano Juanes. La canción es el quinto sencillo lanzado en promoción de su álbum de estudio, Mi sangre.

## Posiciones
"Lo que me gusta a mi" es un tema con ritmo y sabor colombiano, el cual alcanzó lugar número 20 de las listas de los sistemas de monitoreos BDS logrando un continuo ascenso.

## Lista de canciones
1. «Lo Que Me Gusta A Mí» - 3:30 (Juan Esteban Aristizabal)